# Jochen Bohl

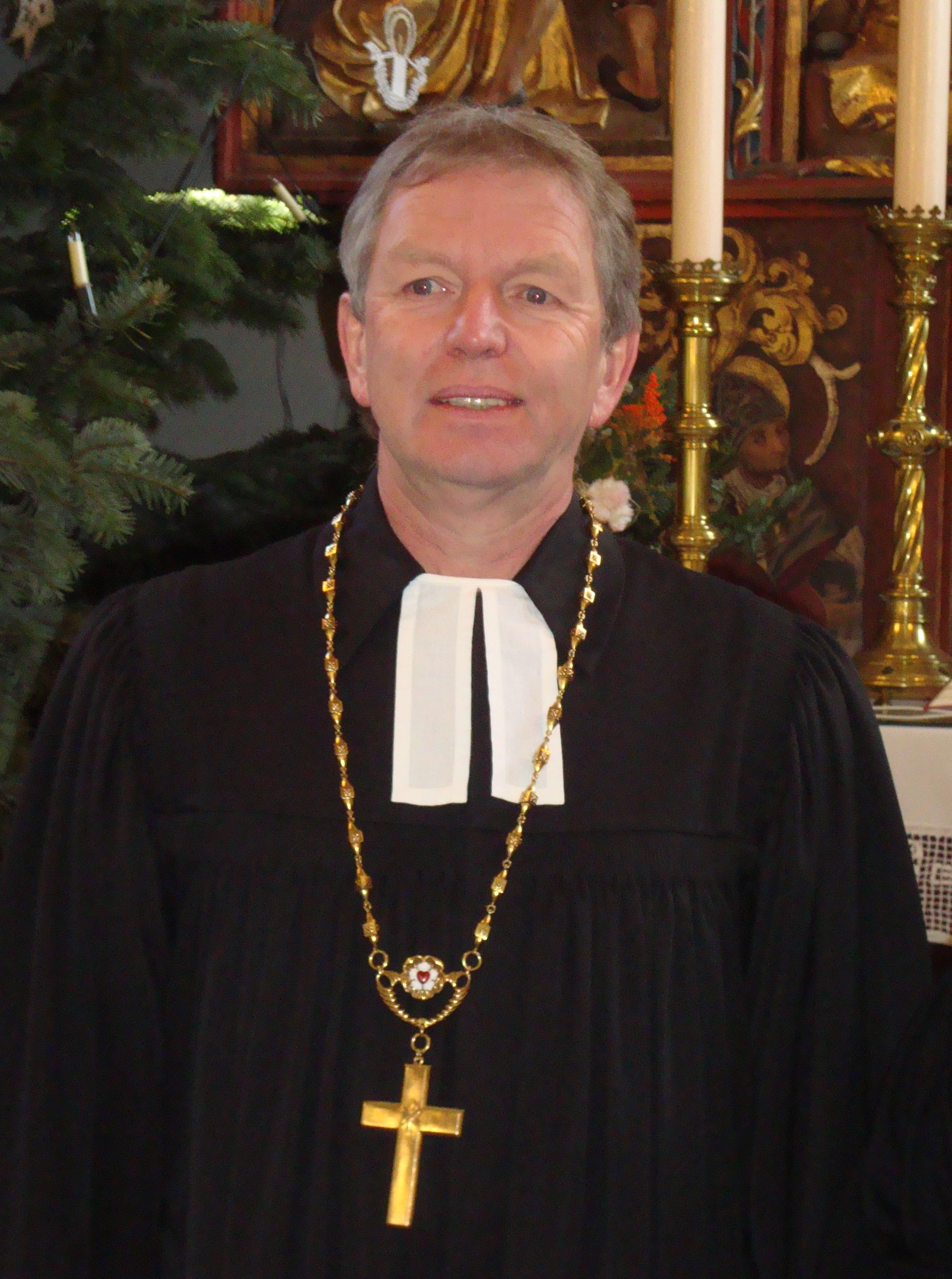
Jochen Bohl als Landesbischof

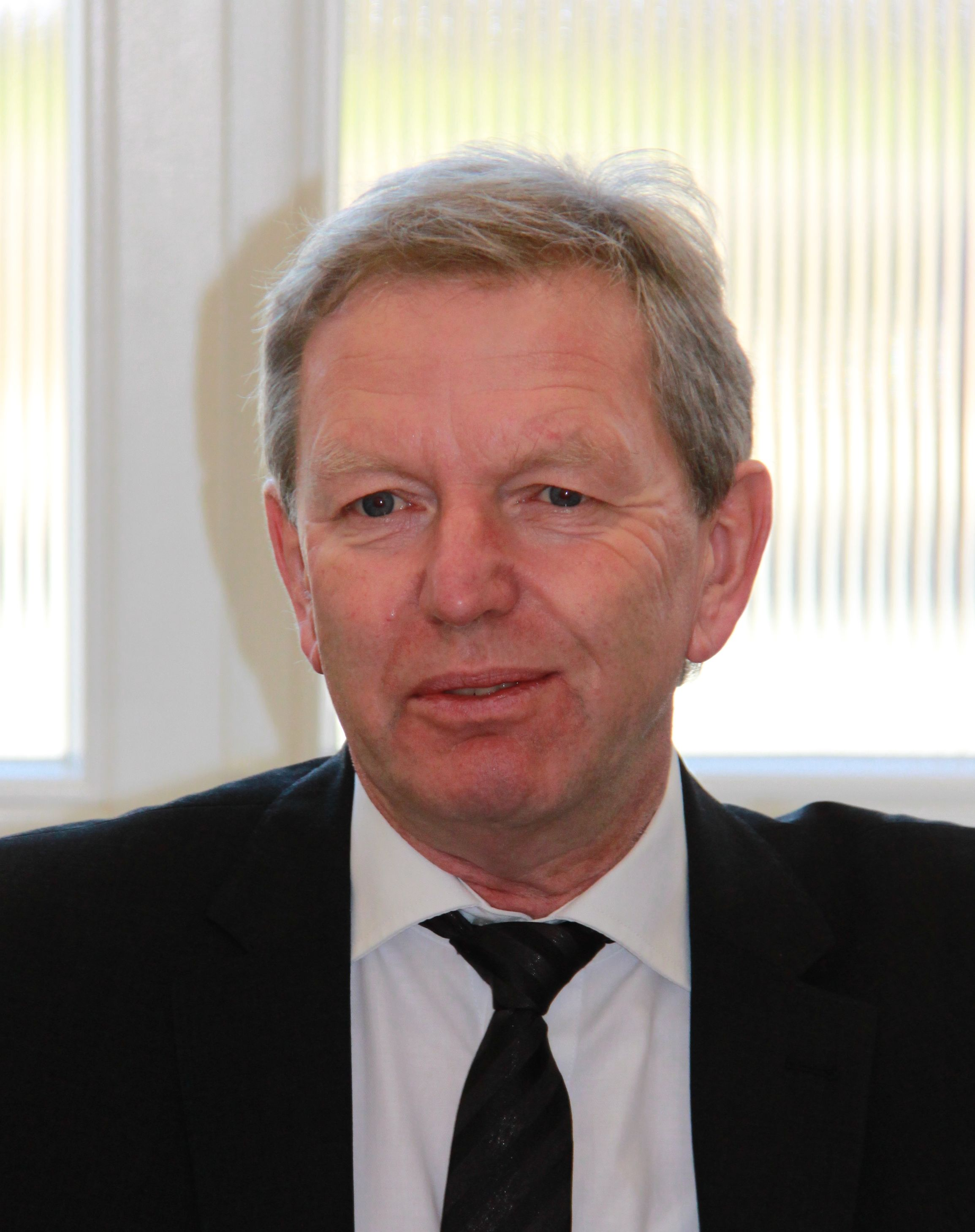
Jochen Bohl (2011)

Jochen Bohl (* 19. April 1950 in Lüdenscheid) ist ein deutscher evangelisch-lutherischer Theologe und war von 2004 bis 2015 Landesbischof der Evangelisch-Lutherischen Landeskirche Sachsens. Bohl ist seit Oktober 2009 Mitglied im Rat der EKD, am 9. November 2010 wurde er zum stellvertretenden EKD-Ratsvorsitzenden gewählt. Wenige Monate nach seinem 65. Geburtstag ging Bohl am 29. August 2015 in den Ruhestand, zugleich wurde der am 31. Mai 2015 zum Nachfolger gewählte Carsten Rentzing als Landesbischof eingeführt.

## Leben und Wirken
Nach dem Studium der Evangelischen Theologie an der Kirchlichen Hochschule Wuppertal sowie an den Universitäten Marburg und Bochum von 1968 bis 1974 legte Bohl seine Examina bei der Evangelischen Kirche von Westfalen in Bielefeld ab. Von 1974 bis 1976 absolvierte er das Vikariat in Brüninghausen bei Lüdenscheid und wurde 1977 ordiniert. Von 1978 bis 1986 war er als Gemeindepfarrer in Aplerbeck im Kirchenkreis Dortmund-Süd tätig, bevor er als Leiter des Evangelischen Jugendwerks an der Saar nach Saarbrücken ging. Dort war er 1993 außerdem stellvertretender Landessprecher der saarländischen Grünen.
1995 wurde Bohl Oberkirchenrat und Direktor des 16.000 Mitarbeitende beschäftigenden und 1.400 Einrichtungen umfassenden Diakonischen Werkes der Evangelisch-Lutherischen Landeskirche Sachsens (EvLKS) mit Sitz in Radebeul.
2004 kandidierte er für die Wahl zum Landesbischof der evangelisch-lutherischen Landeskirche Sachsens gegen Johannes Berthold (damaliger Rektor der Evangelischen Hochschule Moritzburg) und den Landeskirchenrat Peter Meis. Im vierten Wahlgang konnte er 43 der 85 Stimmen auf sich vereinigen.
Bohl wurde in der Dresdner Kreuzkirche am 26. Juni 2004 vom Leitenden Bischof der Vereinigten Evangelisch-Lutherischen Kirche Deutschlands Hans-Christian Knuth in sein Amt als Landesbischof eingeführt und amtierte als solcher auch bei der Wiedereinweihung der wieder erbauten Dresdner Frauenkirche am 30. Oktober 2005. Bei der Synode der EKD in Ulm 2009 wurde er in den Rat der EKD gewählt. Bohl ist außerdem Kuratoriumsmitglied des evangelikalen Vereins ProChrist, einem dem CVJM nahestehenden Organisator von Großevangelisationsveranstaltungen und war bis zu seinem Ruhestand 2015 Kuratoriumsmitglied der Internationalen Martin Luther Stiftung.
Ein besonderes Anliegen Bohls ist seit den 1980er Jahren die Versöhnungsarbeit mit Israel und Polen. Schon zehn Jahre vor der Wende in Deutschland pflegte er außerdem regelmäßige Kontakte zu Kirchengemeinden in der Deutschen Demokratischen Republik. Nach der friedlichen Revolution von 1989 sah er den interessanten Teil Deutschlands im Osten, weil „es hier etwas zu bewegen“ gab.
Bohl ist verheiratet. Er hat drei Söhne und wohnt in Radebeul.

## Varia

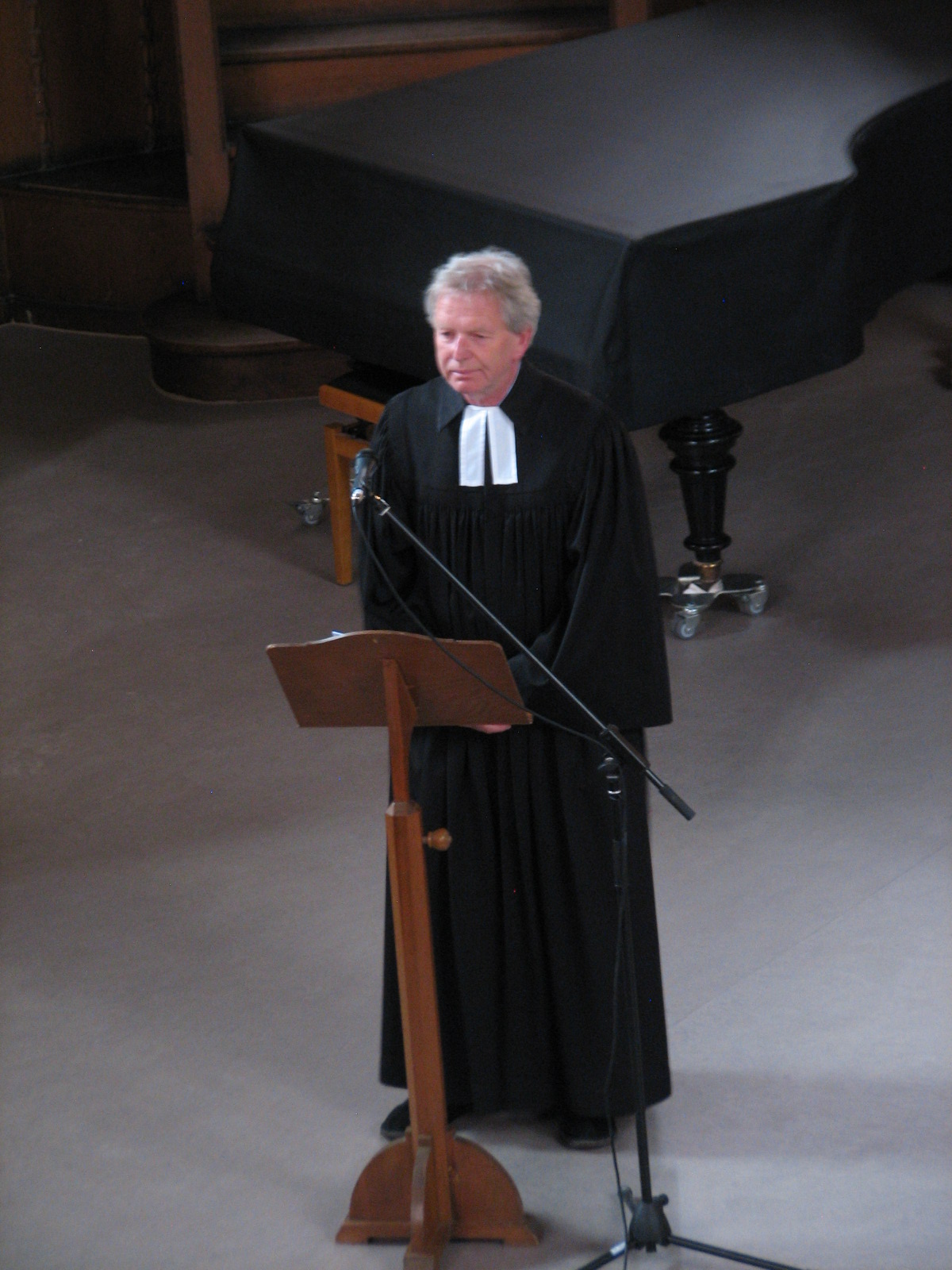
Altbischof Bohl am 3. Mai 2019 zur Wiedereröffnung der Philippuskirche Leipzig

- Am 3. Mai 2019 fand der Gottesdienst zur feierlichen Wiedereröffnung der Philippuskirche Leipzig unter Leitung von Altbischof Jochen Bohl statt. Die Kirche wurde saniert, das einstige Pfarrhaus wurde zum Integrationshotel. Dieses in der Evangelisch-Lutherischen Landeskirche Sachsens einzigartige Projekt in der Verantwortung des Berufsbildungswerks Leipzig war im Jahr 2010 von einem Gremium mit Jochen Bohl an der Spitze bewilligt worden.
- Zu seinem 75. Geburtstag wurde Altbischof Bohl durch seine Landeskirche im Mai 2025 mit einem Gottesdienst und einem Empfang in der Dresdner Frauenkirche geehrt.[7]